# تام اسکریت
تام اسکریت (به انگلیسی: Tom Skerritt) (زاده ۲۵ اوت ۱۹۳۳) بازیگر آمریکایی است

## فیلم‌شناسی
فیلمهای برجسته او عبارت‌اند از:
- تاپ گان (۱۹۸۶)
- ارواح خبیثه ۳ (۱۹۸۸)
- نیمروز
- تد (۲۰۱۲)
- اشک‌های خورشید (۲۰۰۳)
- تماس (۱۹۹۷)
- خواهر دیگر (۱۹۹۹)
- بیگانه
- سقوط‌کرده
- باران شیطان
- بال غربی (سریال تلویزیونی ۲۰۰۳)
- حصار چوبی (سریال تلویزیونی)
- عامل نفوذی (۲۰۰۸)
- بونویل (۲۰۰۸)
- یقه سفید (سریال تلویزیونی ۲۰۱۲)
- در میدلتون
- رنجرهای تگزاس